# Iván Romero
Iván Romero de Ávila Araque (La Solana, Ciudad Real, España, 10 de abril de 2001) es un futbolista español que juega en la posición de delantero en el Levante U. D. de la Primera División de España.

## Trayectoria

### Inicios
Cuando estaba en la categoría cadete del Albacete Balompié, club al que llegó con catorce años procedente de la E.M.F. La Solana; Pablo Blanco, ojeador en la cantera del Sevilla F. C., le propuso ir al club hispalense. Como juvenil del club Sevilla fue convocado por Paco Gallardo para jugar con el Sevilla Atlético y por la selección española sub-19 al marcar en una sola temporada 23 goles en 22 partidos. En la temporada 2018-19, Pablo Machín lo llamó para que realizara algunos entrenamientos con el primer equipo.

### Sevilla Atlético
A inicios de la temporada 2020-21 fue llamado a formar parte del Sevilla Atlético que pasó a tener un gran número de juveniles. Dicha temporada, en 23 partidos, marcó 12 goles y dio 3 asistencias, lo que le convirtió en el máximo goleador de los cuatro grupos de la Segunda División B.

### Sevilla F. C.
En la temporada 2020-21 ya fue convocado con el equipo varias veces tanto en LaLiga como en Liga de Campeones, aunque no llegó a debutar. En la pretemporada 2021-22 acompañó a la primera plantilla, convirtiéndose en el máximo goleador, y ya en la primera jornada debutó con el primer equipo. Su primera titularidad la consiguió en Copa del Rey en la primera ronda contra el Córdoba en el estadio El Árcangel. En la siguiente ronda marcó su primer gol en la tanda de penaltis contra el Andrach.

### C. D. Tenerife
A pesar del interés mostrado por el Albacete y el Rayo Vallecano, el 31 de agosto de 2022 llegó en calidad de cedido al Club Deportivo Tenerife. Debutó a los tres días en un partido de la Segunda División contra el Real Racing Club de Santander. Marcó su primer gol con el equipo chicharrero en la séptima jornada contra la S. D. Ponferradina.
Acabó la temporada jugando un total de treinta y cuatro partidos, veintiocho como titular, en los que marcó cuatro goles y dio cuatro asistencias.

### Levante U. D.
En agosto de 2023 fichó por el Levante U. D., junto a su compañero de equipo Carlos Álvarez por cuatro temporadas. Debutó contra el Burgos C. F. al entrar en sustitución de Alex Cantero en el minuto 61, pero en el tiempo extra sufrió una entrada que le obligó a dejar el campo. Marcó su primer gol contra el Racing de Santander en la derrota 2 a 4 de la jornada 16.

## Selección nacional
En 2019 fue convocado, aunque no llegó a debutar, por la sub-19.

## Estadísticas

### Clubes
Actualizado al último partido disputado el 23 de febrero de 2024.
| Club                      | Temporada     | Liga  | Liga  | Liga   | Copas nacionales | Copas nacionales | Copas nacionales | Copas internacionales | Copas internacionales | Copas internacionales | Total | Total | Total  | Media goleadora |
| Club                      | Temporada     | Part. | Goles | Asist. | Part.            | Goles            | Asist.           | Part.                 | Goles                 | Asist.                | Part. | Goles | Asist. | Media goleadora |
| ------------------------- | ------------- | ----- | ----- | ------ | ---------------- | ---------------- | ---------------- | --------------------- | --------------------- | --------------------- | ----- | ----- | ------ | --------------- |
| Sevilla Atlético · España | 2019-20       | 3     | 0     | 0      | -                | -                | -                | -                     | -                     | -                     | 3     | 0     | 0      | 0               |
| Sevilla Atlético · España | 2020-21       | 23    | 12    | 3      | -                | -                | -                | -                     | -                     | -                     | 23    | 12    | 3      | 0.52            |
| Sevilla Atlético · España | 2021-22       | 23    | 5     | 1      | -                | -                | -                | -                     | -                     | -                     | 23    | 5     | 1      | 0.22            |
| Sevilla Atlético · España | Total club    | 49    | 17    | 4      | -                | -                | -                | -                     | -                     | -                     | 49    | 17    | 4      | 0.35            |
| Sevilla F. C. · España    | 2021-22       | 5     | 0     | 0      | 4                | 1                | 0                | 1                     | 0                     | 0                     | 10    | 1     | 0      | 0.1             |
| Sevilla F. C. · España    | 2022-23       | 1     | 0     | 0      | 0                | 0                | 0                | 0                     | 0                     | 0                     | 1     | 0     | 0      | 0               |
| Sevilla F. C. · España    | 2023-24       | 1     | 0     | 0      | 0                | 0                | 0                | 0                     | 0                     | 0                     | 1     | 0     | 0      | 0               |
| Sevilla F. C. · España    | Total club    | 7     | 0     | 0      | 4                | 1                | 0                | 1                     | 0                     | 0                     | 12    | 1     | 0      | 0.08            |
| C. D. Tenerife · España   | 2022-23       | 34    | 4     | 4      | 1                | 1                | 0                | -                     | -                     | -                     | 35    | 5     | 4      | 0.14            |
| C. D. Tenerife · España   | Total club    | 34    | 4     | 4      | 1                | 1                | 0                | 0                     | 0                     | 0                     | 35    | 5     | 4      | 0.14            |
| Levante U. D. · España    | 2023-24       | 20    | 1     | 0      | 1                | 0                | 0                | ―                     | ―                     | ―                     | 21    | 1     | 0      | 0.05            |
| Levante U. D. · España    | 2024-25       | 35    | 9     | 4      | 0                | 0                | 0                | ―                     | ―                     | ―                     | 35    | 9     | 4      | 0.25            |
| Levante U. D. · España    | Total club    | 55    | 10    | 4      | 1                | 0                | 0                | 0                     | 0                     | 0                     | 49    | 6     | 3      | 0.12            |
| Total carrera             | Total carrera | 145   | 31    | 12     | 6                | 2                | 0                | 1                     | 0                     | 0                     | 145   | 29    | 11     | 0.2             |